# Міфепристон/мізопростол
Міфепристон/mізопростол, також відомий як Міфегімізо, — це два препарати в одній упаковці, які переважно використовуються для здійснення медикаментозного аборту. Це поширений метод переривання вагітності на терміні до 11 тижнів, хоча він також може застосовуватися і в другому триместрі. Ці препарати також можуть використовуватися при самовільному перериванні вагітності до 12 тижня. Для підтвердження успішного переривання вагітності використовується тест на вагітність або ультразвукове дослідження. Препарати можна приймати перорально, або сублінгвально. Прийом препаратів в першому триместрі, як правило, може відбуватися на дому за призначенням сімейного лікаря, у тому числі за допомогою телемедицини, в той час, як в другому триместрі рекомендується госпіталізація.
Побічні дії можуть включати нудоту, розлад шлунку та помірне підвищення температури. Є вірогідність виникнення маткових спазмів та кровотечі з піхви. В рідкісних випадках можуть виникати сильні кровотечі, інфекції та відбуватися прогресування вагітності. Препарат не збільшує ризик виникнення проблем з психічним здоров'ям, раку молочної залози або безпліддя. До складу препарату входить міфепристон — антагоніст рецепторів прогестерону, який призводить до десквамації децидуальної оболонки, і мізопростол — синтетичне похідне простагландину E1, що стимулює розкриття шийки матки та скорочення її стінок.
У Франції Міфепристон почав використовуватися в 1987 році, а в Сполучених Штатах — у 2000 році. Як дженерик став доступним у 2019 році. Мізопростол було винайдено в 1973 році. Комбінацію препаратів включено до орієнтовного переліку основних лікарських засобів ВООЗ. Станом на 2023 рік, вартість препаратів у Сполучених Штатах може перевищувати 500 доларів США, хоча благодійні організації інколи надають його безплатно або за низькою ціною. У Канаді препарат коштує близько 300 до 450 канадських доларів, а для громадян Канади вартість покривається. У країнах з низьким і середнім рівнем доходу ціна коливалася від 4 до 36 доларів США станом на 2018 рік.